# Arquebisbat de Palerm
L'arquebisbat de Palerm (italià:  Arcidiocesi di Palermo; llatí: Archidioecesis Panormitana) és una seu metropolitana de l'Església catòlica que pertany a la regió eclesiàstica Sicília. El 2011 sumava amb 895.700 batejats al voltant de 905.700 habitants. Actualment està dirigida per l'arquebisbe cardenal Paolo Romeo.

## Territori
L'arxidiòcesi comprèn 28 municipis de la província de Palerm: Altavilla Milicia, Bagheria, Baucina, Belmonte Mezzagno, Bolognetta, Caccamo, Campofelice di Fitalia, Casteldaccia, Castronovo di Sicilia, Cefalà Diana, Cerda, Ciminna, Ficarazzi, Godrano, Lercara Friddi, Marineo, Misilmeri, Palerm, Roccapalumba, Santa Flavia, Sciara, Termini Imerese, Trabia, Ustica, Ventimiglia di Sicilia, Vicari, Villabate i Villafrati.
La seu arquebisbal està situada a la ciutat de Palerm, on es troba la catedral de l'Assumpció de Maria Verge.
El territori està dividit en 178 parròquies.

## Història

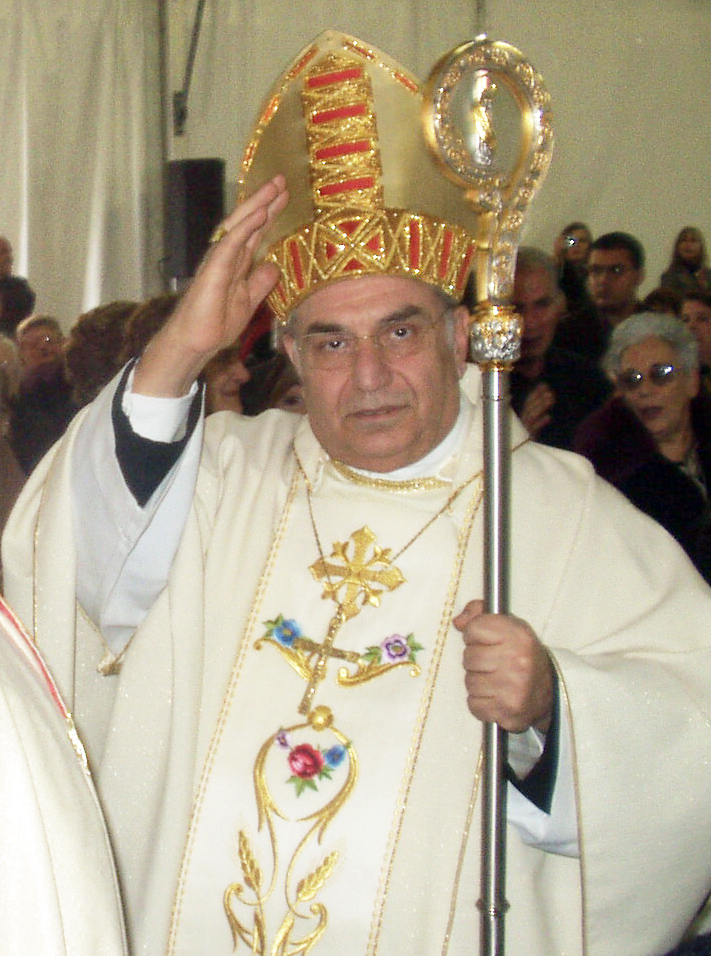
L'arquebisbe emèrit de Palerm, cardenal Paolo Romeo

La diòcesi va ser erigida al segle i. Segons la tradició, el primer bisbe va ser enviat per Sant Pere. El primer esment històric de la seu de Palerm es refereix a una carta del Papa Lleó I, de data 442/443, escrita al bisbe de Pascasino Lilibeo, que va ser portada a Sicília per un tal «Silanus diaconus Panormitanae ecclesiae».
Durant l'ocupació àrab, havia bisbes de Palerm; a mitjan segle xi, Palerm va ser elevat al rang d'arxidiòcesi metropolitana. El 1049, el Papa va triar com a arquebisbe a Umberto Silvacandida, que els normands no van reconèixer en desembarcar a Sicília. La successió episcopal es va reprendre només el 1065 per l'arquebisbe Nicodem.
En 1176, l'arxidiòcesi va cedir el territori de Corleone per a l'arquebisbat de Monreale.
El 7 de juliol de 1775, el Papa Pius VI, a petició de Ferran III de Sicília, i mitjançant el breu Apostolici suscepti, va unir aeque principaliter l'arquebisbat de Palerm al de Monreale.
En 1825, l'arxidiòcesi s'estén a Cerda i el 1846 a Castronovo di Sicilia, respectivament, en el passat sota la jurisdicció del bisbat de Cefalù i de l'arquebisbat d'Agrigent.
El 26 d'octubre de 1937 les parròquies de ritu bizantí es van cedir a benefici de la construcció de l'eparquia de Piana degli Albanesi.
El 8 de juliol de 1960 van ser transferits a l'eparquia de Piana degli Albanesi les parròquies de ritu romà dels comuns de Mezzojuso, Contessa Entellina i Palazzo Adriano.

## Episcopologi
- Teodoro I † (125)
- Anònim † (297)
- Anònim † (310)
- Anònim † (432)
- Teobaldo I † (447)
- Graziano I † (451)
- San Mamilià † (455 - 479)[1]
- Giustino (o Giustiniano) † (480)
- Graziano II † (501)
- Anònim † (546)
- Anònim † (555)
- Agatone † (580)
- Vittore † (590 - novembre 602 mort)
- Giovanni † (de juliol de 603 - ?)
- Felice † (citat el 649)
- Anònim † (citat el 680)
- Teodoro II † (citat el 787)
- Anònim † (citat el 800)
- Teodoro III † (819)
- Anònim † (819)
- Luca † (832)
- Nicodem (bisbe de Palerm) † (1065 - 1073 mort)
- Algherio (o Alcherio) † (1083 - 1110 mort)
- Gualtiero I † (1111 - 1122 mort)
- Pietro † (1123 - 1132 mort)
- Ruggero Fesca (Fieschi?) † (1141 - 1147 mort)
- Ugo (o Ugone) Primo † (1150 - 1161 mort)
- Romualdo Guarna † (1161 - 1166)
- Stefan de la Perche † (1167 - 1168 renuncià)
- Gualtiero Offamilio † (febrer de 1169 - setembre de 1190 mort)
- Bartolomeo † (d'abril de 1192 - 1199 retirat)
  - Gualtiero di Palearia (Pagliara) † (de març de 1200 - de maig de 1200) (bisbe electe)[2]
- Pietro II † (1201 - 1204)
- Parisio † (1210 - de desembre de 1212 deposat[3])
- Berardo de Castanea (Castaca, Castacca, Castecca o Castagna) † (11 de setembre de 1213[4] - 8 de setembre de 1252 mort[4])
- Anònim 1253
  - Sede vacante (1254-1257)
- Guglielmo † (1257 - 1260)
- Leonardo de Comitibus (Comiti) † (1261 - 1268 o 1270 mort)
- Giovanni Misnelio (Du Mesnil) † (2 de juny de 1273 - 1294)
- Pietro Santafede † (circa 1278 - 1284 mort)
- Teodorico Raineri † (1286 - 1294 mort)
- Tizio Rogereschi (del Colle) † (1295 - 1304 mort)
- Licio del Colle † (10 de gener de 1304 - 12 de desembre de 1304 mort)
- Bartolomeo Staufer de Antiochia † (31 de gener de 1306 - 1311 mort)
- Francesco Staufer de Antiochia † (9 de maig de 1312 - 1320 mort)
- Giovanni Orsini † (10 d'octubre de 1320 - vers 1333 mort)
  - Matteo Orsini, O.P. † (1334 - 1336 renuncià) (administrador apostòlic)
  - Parisio II † (1336 - 1337 mort)
- Theobald II † (24 d'abril de 1336 - vers 1350 mort)
- Ruggero de Pulcheriis (Pulcheri), O.Min. † (17 de novembre de 1351 - ? mort o renuncià)
- Arnaldo Migliore, O.Min. † (11 de març de 1361 - 1362 mort)
- Ottaviano de Labro † (8 de novembre de 1362 - 1363 mort)
- Melchiorre Bevilacqua † (20 de desembre de 1363 - 1364 mort)
- Martino d'Arezzo † (15 de gener de 1365 - 1366 mort)
- Matteo de Cunis (o Delle Porta), O.Min. † (13 de novembre de 1366 - 1377 mort)
- Nicolò Montaperto (o Cosucchi), O.Min. † (18 de febrer de 1377 - 1382 mort)
- Ludovico Bonito † (1383 - 1392 esiliato)[5]
- Alberto Villamarino † (1392)
- Raimondo Santapace (Santapau) † (1393)
- Gilforte Riccobono † (23 d'octubre de 1395 - 1398 mort)
- Giovanni Procida † (1400 - 1410 mort)
  - Rinaldo Brancaccio † (4 d'agost de 1410 - 1414 renuncià) (antibisbe)
- Giovanni Termini † (1411 - 1413 mort)
- Ubertino de Marinis (Marino) † (20 de juny de 1414 - 1434 mort)
- Nicolò de' Tudeschi (De Tudischis), O.S.B. † (9 de març de 1435 - 24 de febrer de 1445 mort)
  - Mario Orsini † (4 de juny de 1445 - 30 de juliol de 1445 nomenat arquebisbe de Tàrent) (bisbe electe)
- Simone Beccadelli di Bologna † (30 de maig de 1446 - 8 de gener de 1465 mort)
- Nicolò Puxades (o Pujades o Bajada) † (23 d'agost de 1465 - 1467 mort)
- Giovanni Burgio † (16 de novembre de 1467 - 16 de gener de 1469 mort)
- Paolo Visconti, O.Carm. † (6 de setembre de 1469 - 1473 mort)
- Felip de Navarra † (31 de gener de 1477 - 1485 renuncià)
  - Pere de Foix, O.F.M. † (14 de maig de 1485 - 6 de juliol de 1489 renuncià) (administrador apostòlic)
- Giovanni Paternò, O.S.B. † (6 de juliol de 1489 - 24 de gener de 1511 mort)
  - Francesc de Remolins i Pardines (o Rodamilans) † (23 de gener de 1512 - 5 de febrer de 1518 mort) (administrador apostòlic)
- Tommaso De Vio, O.P. † (8 de febrer de 1518 - 1519 renuncià)
- Giovanni Carandolet † (19 de desembre de 1519 - 26 de març de 1544 mort)
- Pietro Tagliavia d'Aragona † (10 d'octubre de 1544 - 5 d'agost de 1558 mort)
- Francisco Orozco de Arce † (15 de març de 1559 - 11 d'octubre de 1561 mort)
- Ottaviano Preconio, O.F.M.Conv. † (18 de març de 1562 - 18 d'agost de 1568 mort)
  - Juan Segría † (16 de setembre de 1569 - 1569 mort) (bisbe electe)
- Giacomo Lomellino Del Canto † (10 de gener de 1571 - 9 d'agost de 1575 mort)
- Cesare Marullo † (11 de setembre de 1577 - 12 de novembre de 1588 mort)
- Diego Haëdo † (14 d'agost de 1589 - 5 de juliol de 1608 mort)
- Giovanni (Giannettino) Doria † (5 de juliol de 1608 succeduto - 19 de novembre de 1642 mort)
- Fernando Andrade Castro † (28 de novembre de 1644 - 6 de juliol de 1648 nomenat arquebisbe (títol personal) de Jaén)
- Martín de León Cárdenas, O.S.A. † (27 d'agost de 1650 - 15 de novembre de 1655 mort)
- Pietro Martinez y Rubio † (15 de gener de 1657 - 22 de novembre de 1667 mort)
- Juan Lozano, O.S.A. † (4 de febrer de 1669 - 26 d'abril de 1677 nomenat arquebisbe (títol personal) de Plasència)
- Jaime de Palafox y Cardona † (8 de novembre de 1677 - 13 de novembre de 1684 nomenat arquebisbe de Sevilla)
- Ferdinando Bazan y Manriquez † (1º d'abril de 1686 - 11 d'agost de 1702 mort)
- José Gasch, O.M. † (26 de novembre de 1703 - 11 de juny de 1729 mort)
  - Giovanni Maurizio Gustavo † (1730 - 1731) (bisbe electe)
- Matteo Basile, O.F.M. † (3 de setembre de 1731 - de gener de 1736 mort)
- Domenico Rosso, O.S.B.Coel. † (8 de juliol de 1737 - 6 de juliol de 1747 mort)
- José Alfonso Meléndez, O.F.M. † (19 de febrer de 1748 - 31 d'octubre de 1753 mort)
- Marcello Papiniano Cusano † (11 de febrer de 1754 - 16 de juliol de 1762 renuncià)
- Serafino Filangieri, O.S.B. † (23 d'agost de 1762 - 29 de gener de 1776 nomenat arquebisbe de Nàpols)
- Francesco Ferdinando Sanseverino, P.O. † (15 d'abril de 1776 - 31 de març de 1793 mort)
- Filippo Lopez y Royo, C.R. † (17 de juny de 1793 - 4 de setembre de 1801 renuncià)
- Domenico Pignatelli di Belmonte, C.R. † (29 de març de 1802 - 5 de febrer de 1803 mort)
- Raffaele Mormile, C.R. † (28 de març de 1803 - 31 de desembre de 1813 mort)
- Pietro Gravina † (23 de setembre de 1816 - 6 de desembre de 1830 mort)
- Gaetano Maria Giuseppe Benedetto Placido Vincenzo Trigona e Parisi † (15 d'abril de 1833 - 5 de juliol de 1837 mort)
- Ferdinando Maria Pignatelli † (21 de febrer de 1839 - 10 de maig de 1853 mort)
- Giovanni Battista Naselli, C.O. † (27 de juny de 1853 - 3 de maig de 1870 mort)
- Michelangelo Celesia, O.S.B. † (27 d'octubre de 1871 - 14 d'abril de 1904 mort)
- Alessandro Lualdi † (14 de novembre de 1904 - 12 de novembre de 1927 mort)
- Luigi Lavitrano † (29 de setembre de 1928 - de desembre de 1944 renuncià)
- Ernesto Ruffini † (11 d'octubre de 1945 - 11 de juny de 1967 mort)
- Francesco Carpino † (26 de juny de 1967 - 17 d'octubre de 1970 renuncià)
- Salvatore Pappalardo † (17 d'octubre de 1970 - 4 d'abril de 1996 retirat)
- Salvatore De Giorgi (4 d'abril de 1996 - 19 de desembre de 2006 retirat)
- Paolo Romeo (19 de desembre de 2006 - 27 d'octubre de 2015 retirat)
- Corrado Lorefice (27 d'octubre de 2015)

## Estadístiques
A finals del 2010, l'arxidiòcesi tenia 895.700 batejats sobre una població de 905.700 persones, equivalent al 98,8% del total.
| any  | població | població | població | sacerdots | sacerdots       | sacerdots       | sacerdots             | diaques | religiosos | religiosos | parroquies |
| ---- | -------- | -------- | -------- | --------- | --------------- | --------------- | --------------------- | ------- | ---------- | ---------- | ---------- |
| any  | batejats | total    | %        | total     | clergat secular | clergat regular | batejats por sacerdot | diaques | homes      | dones      |            |
| 1949 | 700.000  | 800.000  | 87,5     | 588       | 314             | 274             | 1.190                 |         | 524        | 549        | 98         |
| 1969 | 828.110  | 831.312  | 99,6     | 611       | 261             | 350             | 1.355                 |         | 634        | 2.064      | 133        |
| 1980 | 840.000  | 874.560  | 96,0     | 610       | 239             | 371             | 1.377                 |         | 493        | 1.865      | 158        |
| 1990 | 933.000  | 953.000  | 97,9     | 527       | 247             | 280             | 1.770                 | 4       | 396        | 2.025      | 178        |
| 1999 | 960.000  | 990.000  | 97,0     | 570       | 220             | 350             | 1.684                 | 24      | 451        | 1.420      | 178        |
| 2000 | 930.000  | 960.000  | 96,9     | 571       | 221             | 350             | 1.628                 | 24      | 451        | 1.420      | 178        |
| 2001 | 930.000  | 960.000  | 96,9     | 568       | 218             | 350             | 1.637                 | 24      | 451        | 1.420      | 178        |
| 2002 | 930.000  | 960.000  | 96,9     | 571       | 221             | 350             | 1.628                 | 22      | 420        | 1.330      | 178        |
| 2003 | 930.000  | 960.000  | 96,9     | 571       | 221             | 350             | 1.628                 | 22      | 435        | 1.330      | 178        |
| 2004 | 930.000  | 960.000  | 96,9     | 568       | 218             | 350             | 1.637                 | 26      | 440        | 1.330      | 178        |
| 2010 | 895.700  | 905.700  | 98,8     | 503       | 231             | 272             | 1.780                 | 36      | 353        | 939        | 178        |